# Wola (Warszawa)

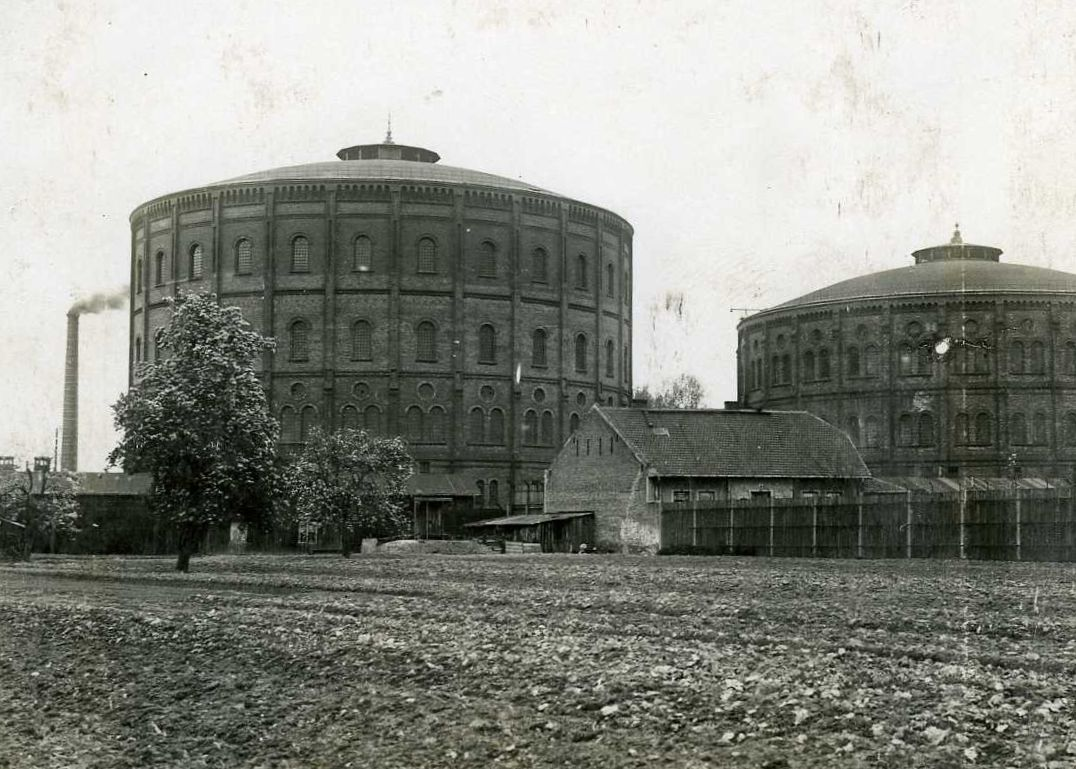
Zbiorniki na gaz na terenie dawnej Gazowni Warszawskiej ok. 1926

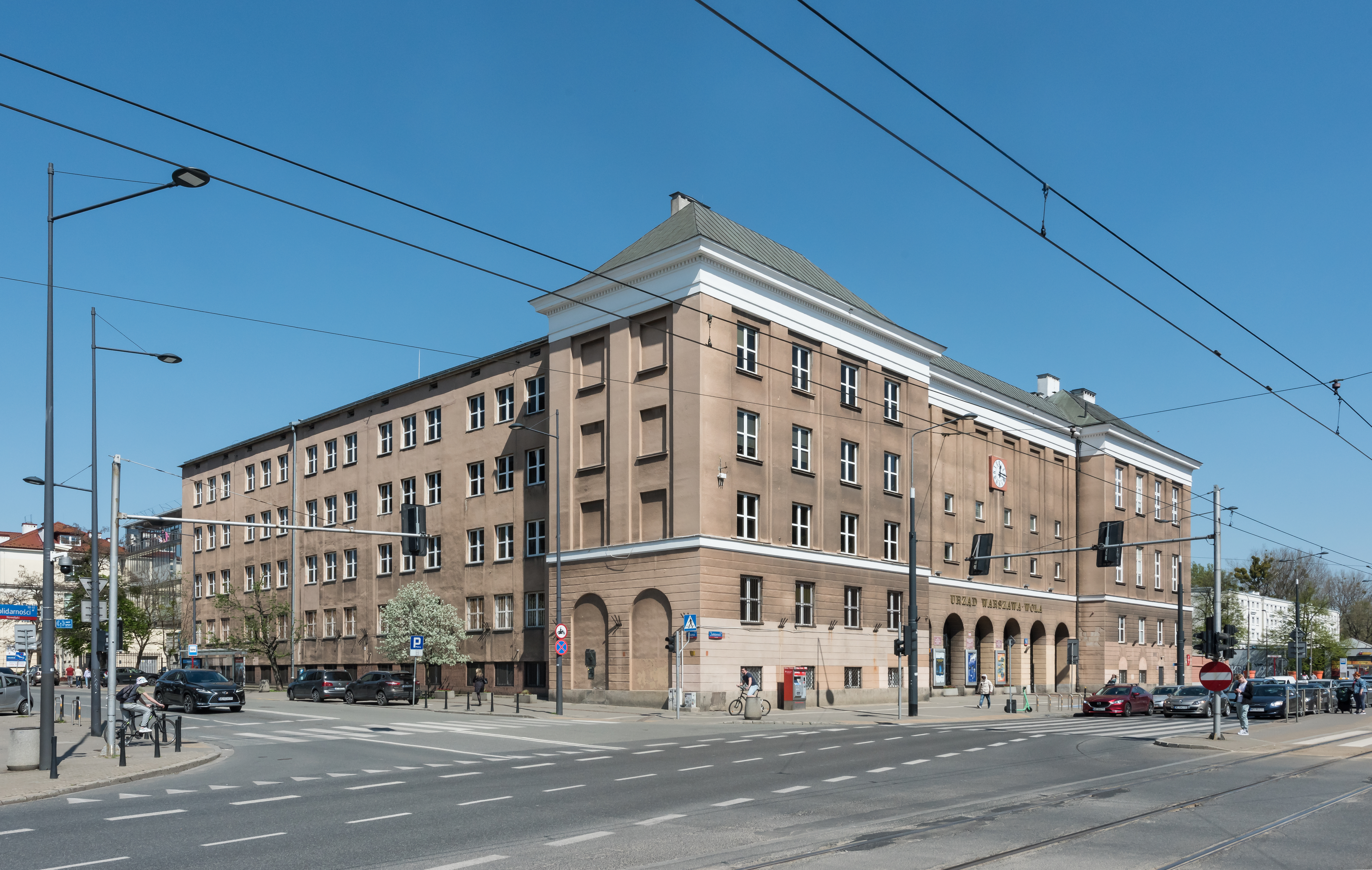
Urząd dzielnicy Wola przy al. „Solidarności” 90

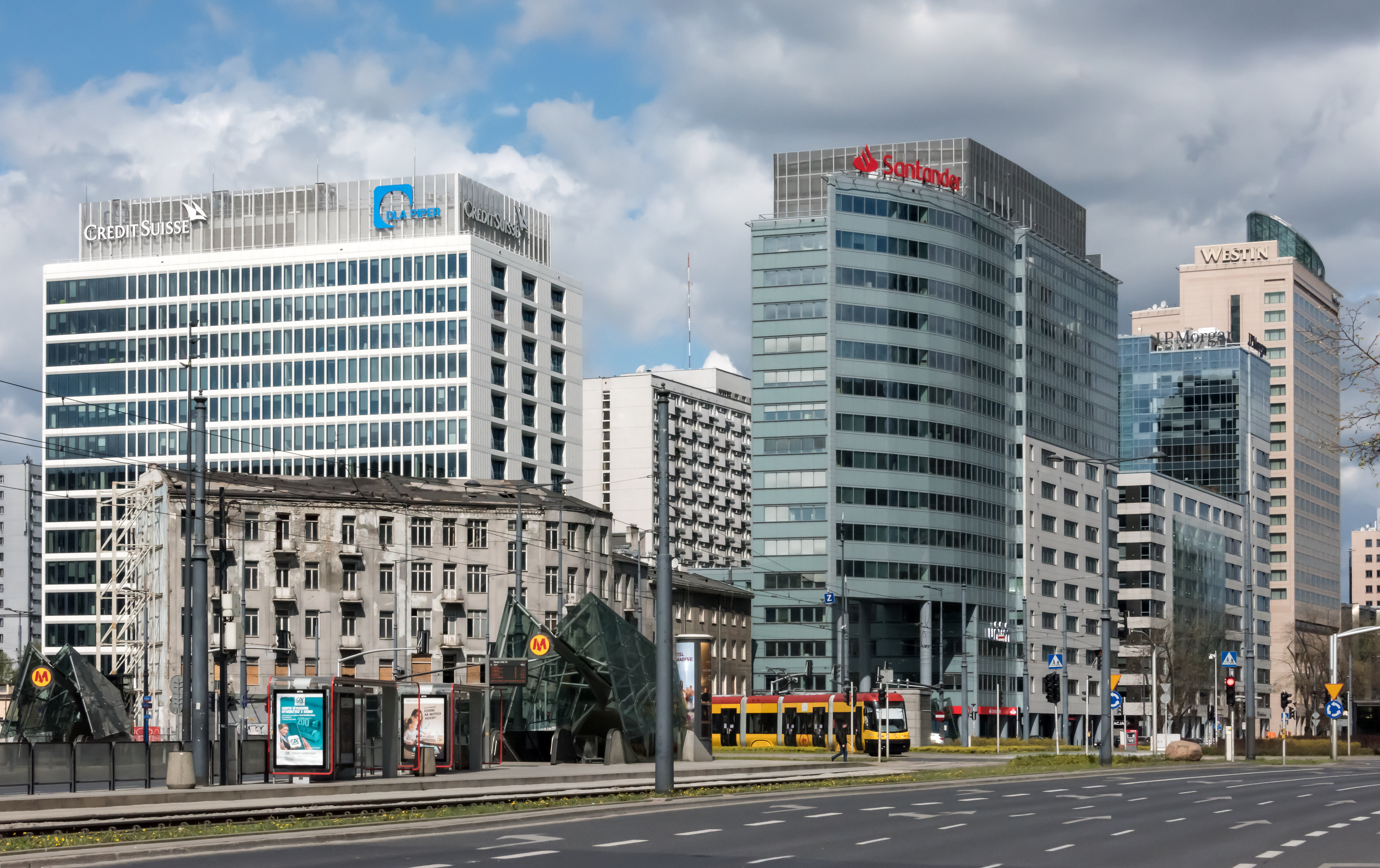
Stara i nowa zabudowa przy rondzie ONZ

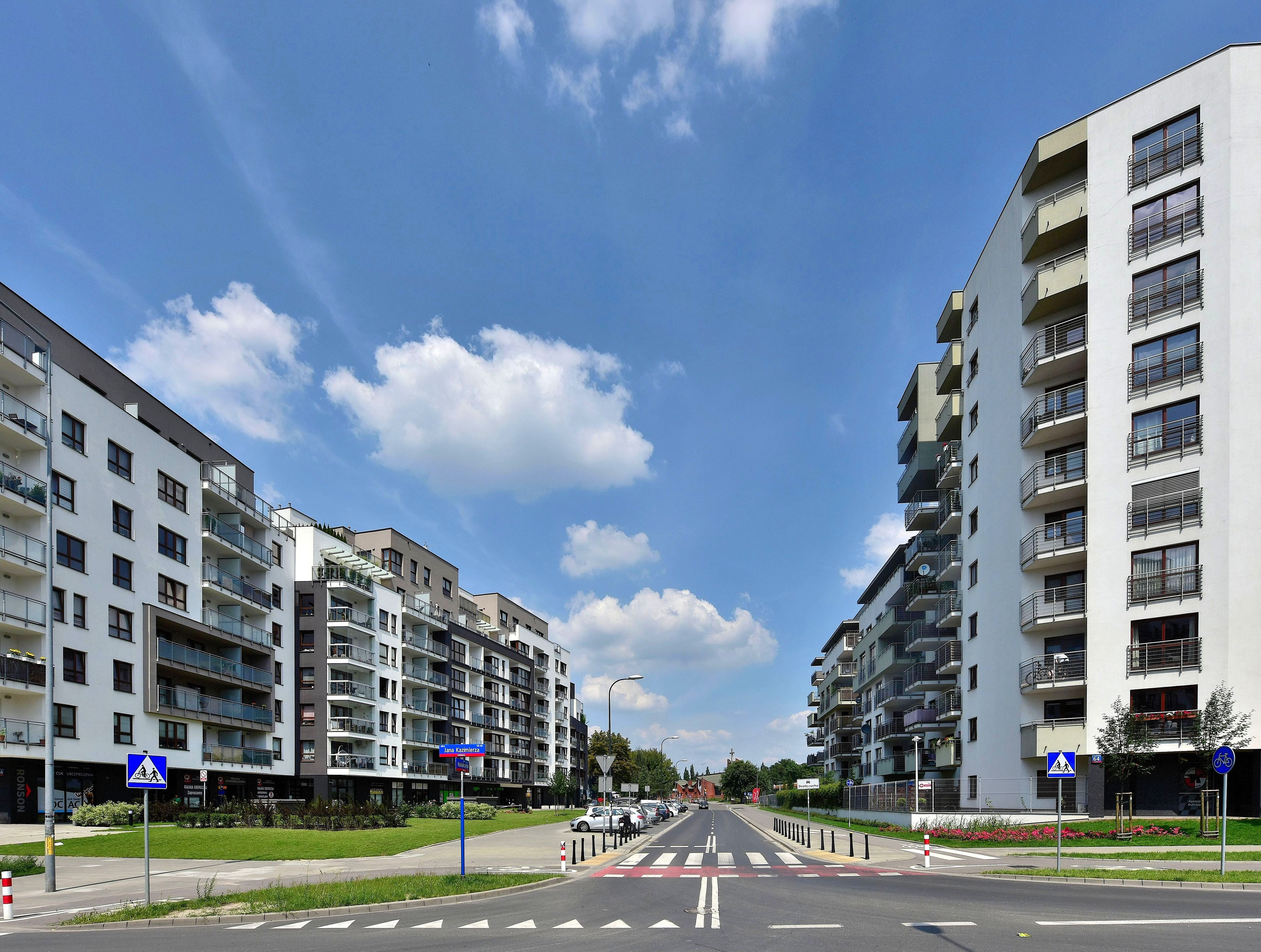
Nowa zabudowa mieszkaniowa w północnej części Odolan

Wola – dzielnica Warszawy położona w lewobrzeżnej części miasta. Jest jedną z 18 jednostek pomocniczych m.st. Warszawy.

## Granice administracyjne[7]
Wola graniczy:
- z Bemowem (granica – linia kolejowa nr 509)
- z Żoliborzem (granica – linia kolejowa nr 509)
- ze Śródmieściem (granica – aleja Jana Pawła II)
- z Ochotą (granica – linia kolejowa nr 1)
- z Włochami (granica – linia kolejowa nr 1)

## Podział
Według Miejskiego Systemu Informacji Wola podzielona jest na 8 obszarów:
- Koło,
- Ulrychów,
- Odolany,
- Powązki,
- Młynów,
- Czyste,
- Nowolipki,
- Mirów.

## Rada Dzielnicy
| Ugrupowanie                  | Kadencja 2002-2006                 | Kadencja 2006-2010              | Kadencja 2010-2014 | Kadencja 2014-2018 | Kadencja 2018-2024        | Kadencja 2024-2029       |
| ---------------------------- | ---------------------------------- | ------------------------------- | ------------------ | ------------------ | ------------------------- | ------------------------ |
| Sojusz Lewicy Demokratycznej | 9 (jako koalicyjny komitet SLD-UP) | 5 (jako koalicyjny komitet LiD) | 5                  | –                  | –                         | 2 (jako Lewica)          |
| Prawo i Sprawiedliwość       | 10                                 | 10                              | 6                  | 10                 | 8                         | 6                        |
| Liga Polskich Rodzin         | 2                                  | –                               | –                  | –                  | –                         | –                        |
| Platforma Obywatelska        | 4                                  | 10                              | 14                 | 14                 | 15 (Koalicja Obywatelska) | 15(Koalicja Obywatelska) |
| Wola Zmian                   | –                                  | –                               | –                  | 1                  | –                         | –                        |
| Wola Mieszkańców             | –                                  | –                               | –                  | –                  | 2                         | 2                        |

## Związani z Wolą (m.in.)
- Józef Bem – walczący w obronie Warszawy
- Miron Białoszewski – poeta, urodzony przy ul. Leszno 99, mieszkał m.in. przy ul. Chłodnej 40
- Wanda Chotomska – poetka, urodzona przy ul. Wroniej 2
- Konstanty Ildefons Gałczyński − poeta, mieszkający przy ul. Towarowej 54
- Janusz Kusociński – sportowiec, w latach 1926–1929 związany z wolskim klubem RKS Sarmata
- Julian Konstanty Ordon – dowódca Reduty nr 54 na Woli
- Jan Kryst - żołnierz AK w Obwodzie Wola Okręgu Warszawa
- Zdzisław Pacak-Kuźmirski − obrońca Reduty 56 na Woli
- Isaac Singer − pisarz i dziennikarz, mieszkający przy ul. Krochmalnej
- Józef Longin Sowiński – dowódca Reduty nr 56 na Woli
- Edward Szymański − poeta i dziennikarz
- Johann Gottlieb Traugott Ulrich − ogrodnik, założyciel Zakładów Ogrodniczych C. Ulrich
- Piotr Wysocki − dowódca 10 pułku piechoty liniowej, został ranny podczas walk w obronie reduty nr 56 na Woli

## Wola w kulturze masowej
- Baza Sokołowska Marka Hłaski – opowiadanie o kierowcach pracujących w bazie na Woli
- Do przerwy 0:1 Adama Bahdaja − główny bohater i jego koledzy mieszkają na Woli

Na Woli rozgrywa się akcja filmów:
- Pokolenie Andrzeja Wajdy
- Spotkanie ze szpiegiem Jana Batorego – plenerem jest baza PKS przy ul. Radziwie oraz sklep przy ul. Syreny 34
- serialu Miodowe lata